# Oasis Hong Kong Airlines

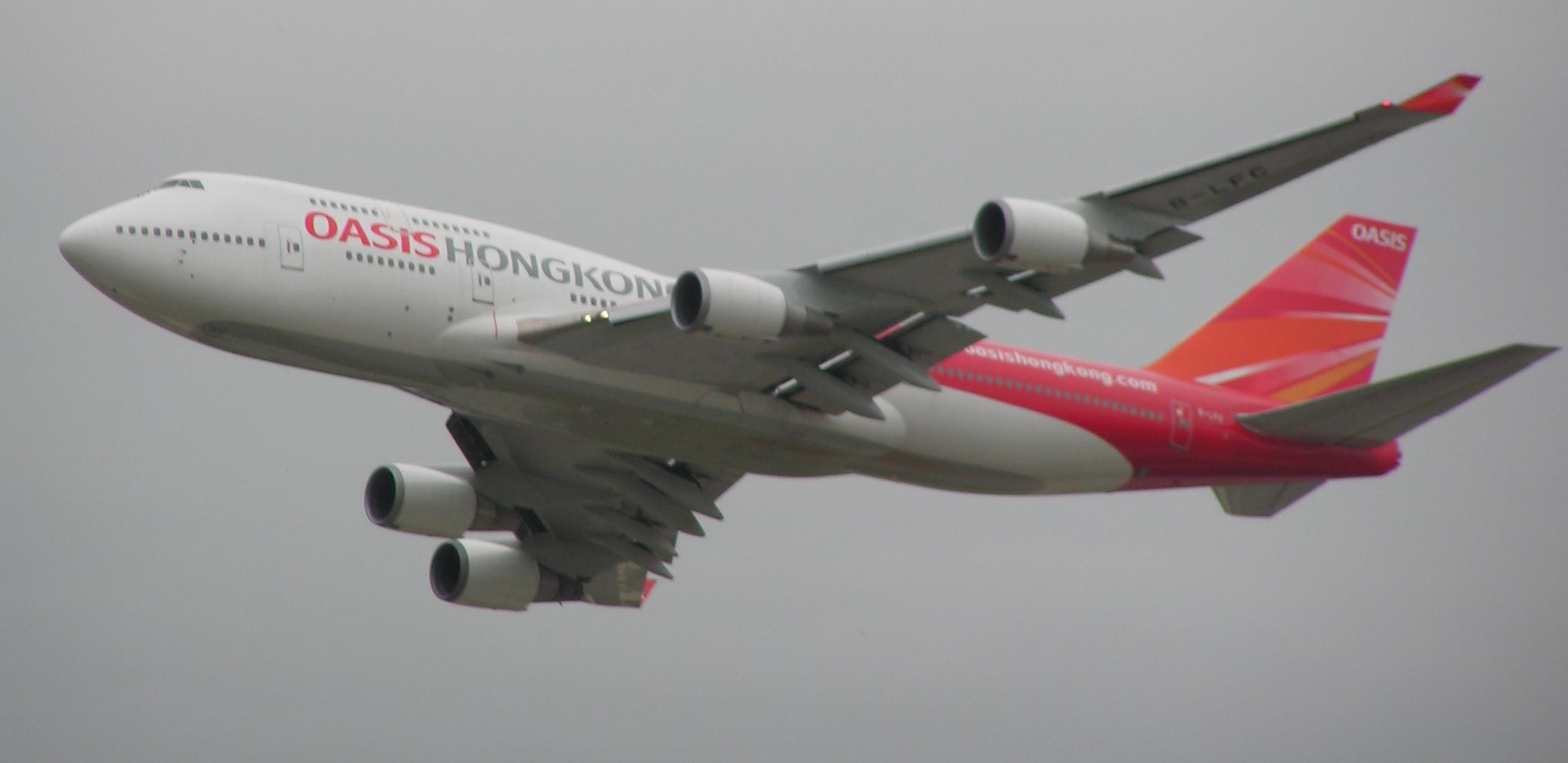
O Boeing 747-481 da Oasis Hong(prefixo B-LFC) visitando o RIAT2007

A Oasis Hong Kong Airlines foi uma linha aérea de Hong Kong, fundada em fevereiro de 2005 com suas operações encerradas em abril de 2008. Sua frota era composta por aviões Boeing 747-400, tendo apenas 4 unidades.